# Kazys Bizauskas
Kazys Bizauskas   pronunciació (?·pàg.) (Pāvilosta, Curlàndia, 14 de febrer de 1893 - desaparegut, 26 de juny de 1941) va ser un estadista lituà, diplomàtic, escriptor, i un dels vint signants de la Declaració d'Independència de Lituània.
Bizauskas va aparèixer per primera vegada com a escriptor mentre assistia a l'escola secundària a Kaunas. Va publicar un diari escrit a mà, Ateitis (El Futur). Va estudiar Dret a la Universitat de Moscou des de 1913 fins a 1915. Després de tornar, va ser professor d'escola secundària a Panevėžys. Durant la Conferència de Vílnius va ser triat membre del Consell de Lituània com a secretari, i va signar l'Acta d'Independència el 1918.
El 1920 Bizauskas va ser triat a l'Assemblea Constituent com a representant del Partit Demòcrata Cristià. Durant l'estiu de 1920 va exercir com a secretari general en les negociacions que van portar a la formalització de la Tractat de pau lituano-soviètic del 1920.
Va ocupar diversos càrrecs diplomàtics durant els anys 1920 i 1930, i serví com a ambaixador lituà al Vaticà, els Estats Units, el Regne Unit, Letònia, i als Països Baixos. També va ser autor d'un llibre de text de l'escola secundària, va contribuir amb nombrosos articles per a revistes, i fou cofundador de la Societat de Bibliòfils i l'editorial Žinija. Després de la primera ocupació de Lituània per part de la Unió Soviètica el 1940, va tornar a la seva granja a prop d'Ukmergė, on va ser detingut per la NKVD i mantingut a la presó fins que l'Alemanya Nazi va declarar la guerra a l'URSS el 22 de juny de 1941.
Bizauskas va desaparèixer durant l'estiu de 1941 mentre era traslladat a una presó de la Unió Soviètica a Minsk. Es creu que fou afusellat juntament amb altres presos per la NKVD.